# Verruma
A verruma (ou trado no caso das grandes verrumas utilizadas em tratores) é um instrumento de aço em forma de espiral, que possui a extremidade inferior pontiaguda. É utilizada principalmente para perfurar madeira. Geralmente usada nos tempos do engenho pelos escravos.

## Uso como uma metáfora
O termo também é usado figurativamente para descrever algo afiado ou penetrante, olhar perspicaz (penetrante), e também para descrever algo entediante como o movimento entediante de torção de usar uma verruma. O imperador romano e filósofo estóico Marco Aurélio o usa para a brevidade do tempo chronos em oposição ao tempo aion (αιων). Diz em Meditações 10:17, "e quanto ao tempo (χρονος), é como o giro de uma verruma (τρυπάνου)".  